# Proti zákonu
Proti zákonu (v originále Against the Law) je britský hraný film z roku 2017, který režíroval Fergus O'Brien podle stejnojmenného autobiografického románu Petera Wildeblooda. Film popisuje osudy novináře, který byl v 50. letech odsouzen nepodmíněně za homosexualitu. Děj filmu je prokládán vzpomínkami reálných pamětníků na situaci ve Velké Británii v 50. letech. Snímek, který byl natočen u příležitosti padesáti let dekriminalizace homosexuality v Anglii a Walesu, měl světovou premiéru na BFI Flare London LGBT Film Festival 16. března 2017. V ČR byl uveden v roce 2018 na filmovém festivalu Febiofest.

## Děj
Londýn, polovina 50. let. Peter Wildeblood je novinář, který se náhodně seznámí s důstojníkem RAF Eddiem a tím započne jejich vztah. Policie vyšetřuje Peterova přítele, barona Edwarda Montagu of Beaulieu a tím se dostane i k Peterovi. Peter je zatčen a v soudním procesu odsouzen k 18 měsícům vězení za sodomii. Po svém propuštění se rozhodne napsat o svém osudu knihu a aktivně bojuje proti zákonu kriminalizujícím homosexualitu.

## Obsazení
| Daniel Mays         | Peter Wildeblood     |
| Richard Gadd        | Eddie McNally        |
| Paul Keating        | Fanny                |
| Mark Edel-Hunt      | Edward Montagu       |
| Mark Gatiss         | Dr. Landers          |
| Richard Dillane     | prokurátor Roberts   |
| Charlie Creed-Miles | superintendant Jones |
| David Robb          | lord Wolfenden       |
| Josh Collins        | Michael Pitt-Rivers  |
| Daniel Betts        | Defence Rawlinson    |
| Timothy Watson      | Clerk of Assize      |
| Barney White        | Dan Starling         |
| James Gaddas        | ředitel Cockayne     |
| Claire Bond         | Iris                 |